# Andromeda IV
Andromeda IV (And IV) è una galassia nana irregolare isolata, di moderata luminosità superficiale, di colore blu, con basso tasso di formazione stellare e bassa metallicità. Fu scoperta da Sidney van den Bergh nel 1972.
È situata nell'omonima costellazione, ma probabilmente non è una galassia satellite della Galassia di Andromeda (M31). 
In uno studio del 1991 si è ipotizzato trattarsi di ammasso globulare di M31, ma le osservazioni effettuate dal Telescopio spaziale Hubble nel 2000 hanno chiarito trattarsi di una galassia nana dalla caratteristiche analoghe ad altre come IC 1613 o Sestante A. La sua distanza dalla Terra è risultata di circa 22-24 milioni di anni luce, quindi si troverebbe oltre i confini del Gruppo Locale in una posizione piuttosto isolata. Peraltro si è anche ipotizzato che potrebbe far parte di un piccolo gruppo di galassie insieme a NGC 784, IC 1727 e UGC 64.
Ha un diametro di 1880 parsec, ma il gas di idrogeno neutro si estende di ben otto volte oltre i limite del disco galattico. Il rapporto tra materia barionica e materia oscura è 0,11.